# Martin Puryear

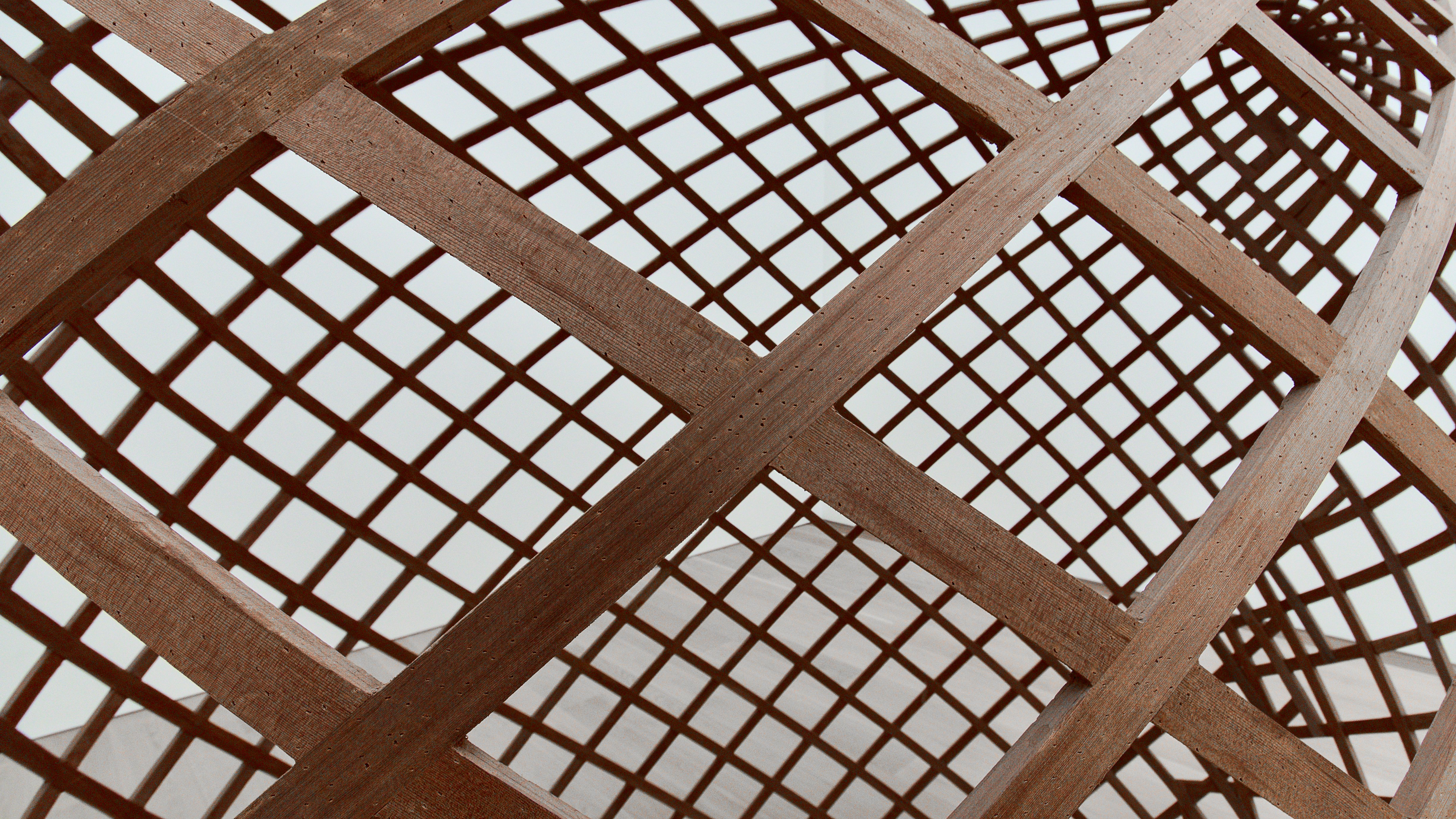
Brunhilde 1998, Museum Voorlinden i Haag i Nederländerna

Martin L. Puryear, född 23 maj 1941 i Washington DC i USA, är en amerikansk skulptör, som är känd för sin hängivenhet för traditionellt hantverk. 
Martin Puryear växte upp i  Washington DC som den äldste av sju syskon i en afro-amerikansk familj. Fadern arbetade på US Postal Service och modern var grundskolelärare. Han började med traditionellt hantverk i sin ungdom, då han gjorde verktyg, kanoter, musikinstrument och möbler. Han utbildade sig i biologi och konst på Catholic University of America, med en kandidatexamen 1963. Han var därefter två år i Sierra Leone som fredskårist och lärare och lärde sig där lokal träbearbetningsteknik. Åren 1966–1968 utbildade han sig i grafik vid Kungliga Konsthögskolan i Stockholm. Han kom i kontakt med möbelsnickaren James Krenov, vilket ledde till studier i skulptur på Yale University och 1969–1971, med en magisterexamen. Han blev därefter lärare på Fisk University i Nashville, 1974–1978 på University of Maryland i College Park och från 1978–1988 på University of Illinois i Chicago. År 1968 hade han sin första separatutställning, på Gröna Paletten Galleri i Stockholm.
Martin Puryear arbetar mycket med trä och brons. År 1992 ställde han ut på documenta IX i Kassel. Han valdes ut att representera USA på 58:e konstbiennalen i Venedig 2019 med utställningen "Martin Puryear: Liberty/Libertà", med åtta skulpturer, bland andra Swallowed Sun (Monstrance and Volute) i två delar utomhus framför ingången till den amerikanska paviljongen. Den ena är en perforerad stor skärm i trä, den andra på baksidan av skärmen ett svart, skruvat rör som en svans eller en orm.
Han fick National Medal of Arts 2012.

## Verk i urval
- The Ark, kopparrör, 1988, York College, City University of New Yorks campus i Queens i New York[5]
- Meditation in a Beech Wood, vass, trä, betong, 1966, Wanås skulpturpark[6]
- River Road Ring, trä, 1985, River Road Station, Chicago
- Chevy Chase Garden Plaza, Maryland
- Skulptur, dom i betong på en gräsklädd kulle, 1982–1983, Department of Commerce, National Oceanic and Atmospheric Administration, Western Regional Center, Seattle
- Bearing Witness, 1997, Reagan Building, Federal Triangle, Washington DC
- Guardian sten, 2003, Mori Art Museum, Roppongi Hills, Tokyo, Japan
- Big Bling, trä, plywood och ståltrådsnät, 2016, Madison Square Park i New York